# Мюнхенский кинофестиваль
Мюнхенский международный кинофестиваль (нем. Filmfest München) — крупнейший летний кинофестиваль в Германии и второй по размаху и значению после Берлинале. Он проводится ежегодно с 1983 года, как правило в конце июня. На фестивале представляются полнометражные художественные и документальные фильмы. Фестиваль также играет важную роль в открытии талантов и инновативных молодых деятелей киноискусства. За исключением ретроспектив, трибьютов и посвящений, все показываемые фильмы — немецкие премьеры, а многие из них даже европейские или мировые премьеры. В рамках фестиваля проходят с дюжину конкурсов с призами на сумму более €150.000, которые предоставляются главными спонсорами и партнёрами фестиваля.
В рамках фестиваля показывается более 200 художественных и документальных фильмов, которые ежегодно привлекают порядка 80 000 любителей кино. На фестиваль аккредитовываются более 600 человек, представителей международных СМИ, а также более 2500 профессионалов киноиндустрии. Фестиваль всегда был популярным местом встречи для профессионалов киноиндустрии со всей Германии и Европы. Центр фестиваля находится в мюнхенском культурном центре «Гастайг» (нем. Gasteig), где проходят показы, церемонии и обсуждения в рамках фестиваля. В центре города располагаются несколько кинотеатров, которые показывают фильмы в рамках фестиваля.
Директором мюнхенского кинофестиваля является Диана Ильйине (нем. Diana Iljine), которая заняла эту должность в августе 2011 года. До неё директором был Андреас Штрёль (Andreas Ströhl (2004—2011)) и Эберхард Хауфф (Eberhard Hauff,) который руководил организацией фестиваля с его основания. Фестиваль проводится фирмой «Internationale Münchner Filmwochen GmbH», акционерами которой являются правительство города Мюнхен, Свободное государство Бавария (в лице государственного министра финансов Маркуса Зёдера), «Bayerischer Rundfunk» (Баварская вещательная компания, представленная директором Ульрихом Вильхельмом) и «SPIO» (Ассоциация немецкой киноиндустрии, представленная Томасом Негеле. В ноябре под эгидой Фестиваля также проводится ежегодный Международный фестиваль кинематографических школ (нем. Internationales Festival der Filmhochschulen München или «Filmschoolfest»).7
Летом 2023 года прошёл юбилейный сороковой фестиваль. В декабре этого же года Диана Ильйине оставила должность директора фестиваля. Её место занял бывший худрук фестиваля Кристоф Грёнер (нем. Christoph Gröner). Должность худкура с декабря 2023 года занимает бывшая модераторка фестиваля Юлия Вайгл (нем. Julia Weigl).
В апреле 2025 года было объявлено, что проведённый в 2024 фестиваль зафиксировал 25-процентный рост числа посетителей и аккредитаций. Ещё одним успехом стало включение кинофестиваля в список FFA. Кроме того, отмечается развитие кинофестиваля как крупной платформы для встречи профессионалов отрасли, в том числе и получение международного признания этой работы. По этой причине правительство Баварии объявило о продлении контрактов Грёнера (директор и управляющий директор фестиваля) и Вайгл (художественный директор) ещё на пять лет.

## Руководители фестиваля
- Эберхард Хауфф (нем. Eberhard Hauff) — 1983—2004
- Андреас Стрёль (нем. Andreas Ströhl) — 2004 — август 2011
- Диана Ильйине[англ.] — август 2011 — декабрь 2023
- Кристоф Грёнер (нем. Christoph Gröner) — декабрь 2023 — н.в.

## Известные гости
- 2025 год: Стеллан Скарсгард, Джиллиан Андерсон[8][9], Том Басден[англ.], Тим Кей[англ.], Джеймс Гриффитс[англ.], Надав Лапид, Джей Дюпласс, Jella Haase[англ.], Паула Бер, Кристиан Петцольд, Барбара Ауэр[англ.], Энно Требс[нем.], Янис Нивёнер, Альбрехт Шух, Кристоф Мария Хербст, Helge Schneider[англ.], Костя Ульман, Max von der Groeben[англ.], Nadia Fall[англ.], Маттиас Швайгхёфер, Руби О. Фи, Филип Кох[нем.], Мария Шрадер (только в качестве члена жюри)
В январе 2025 года тайваньская видеохужожница Чжэн Шули[англ.] (была гостем фестиваля в 2023 году) снова посетила Мюнхен и открыла выставку своих работ в одном из музеев города. В начале июня за несколько недель до начала фестиваля она снова посетила город и лично представила ретроспективу своих фильмов в рамках и в сотрудничестве с Кинофестивалем.
Кэри Маллиган должна была представлять свой фильм на открытии фестиваля, но отменила участие по личным обстоятельствам. Также на фестивале ожидался французский режиссёр Франсуа Озон, который не смог приехать из-за болезни.
- 2024 год: Кейт Уинслет, Джессика Лэнг, Изабель Юппер, Элиз Жирар[фр.], Сандра Хюллер, Рональд Церфельд[англ.], Натя Брункхорст, Тоби Крелль[нем.], Анке Энгельке, Бастиан Пастевка[нем.], Вигго Мортенсен, Солли Маклауд, Гай Натив, Трине Дюрхольм, Дезире Нозбуш, Лот Векеманс[нем.], Тим Рот (по видеосвязи), Синъя Цукамото.
- 2023 год: Барбара Зукова, Джессика Хаузнер, Чжэн Шули[англ.], Тимоти Сполл, Стивен Фрирз, Брюс Лабрюс, Эдвард Бергер (по видеосвязи), Джеймс Френд, Юлия Фур Манн[нем.]
- 2022 год: Робин Райт (по видеосвязи), Анке Энгельке, Каролин Шмитц[нем.]
- 2021 год: Франка Потенте, Дорис Метц (режиссёр)
- 2020 год: фестиваль не проводился из-за пандемии COVID-19
- 2019 год: Антонио Бандерас, Пон Джун Хо, Рэйф Файнс, Луи Гаррель, Мадс Брюггер
- 2018 год: Эмма Томпсон, Терри Гиллиам, Самуэль Маоз, Шаби Габизон, Philip Gröning[англ.]
- 2017 год: Брайан Крэнстон, Билл Найи, София Коппола, Элинор Коппола, Андрей Звягинцев
- 2016 год: Александра Бортич
- 2015 год: Вигго Мортенсен, Мадс Миккельсен, Руперт Эверетт, Жан-Жак Анно, Макс фон дер Гробен[англ.]
- 2014 год: Изабель Юппер
- 2012 год: Мелани Гриффит, Ariane de Rothschild[англ.], Niko von Glasow[англ.]
- 2011 год: Отар Иоселиани, Konstantin Wecker[англ.]
- 2010 год:
- 2009 год: Джон Малкович

## Секции соревнования
1. Wettbewerb Cinecopro: Конкурс на лучшую международную ко-продукцию. За премию CineCoPro в размере 100 000 евро борются десять фильмов. Спонсором приза является FilmFernsehFonds Bayern и Баварская Государственная Канцелярия (нем. Bayerische Staatskanzlei). Победивший фильм выбирает жюри из трех человек.
2. Wettbewerb CineMasters: Конкурс на лучший международный фильм. 14 международных фильмов соревнуются за премию CineMasters Award в размере 15 000 евро. Победителя выбирает жюри из трех человек.
3. Wettbewerb CineVision: Конкурс на лучший международный дебютный фильм. Четыре международных режиссёра соревнуются за премию CineVision Award в размере 10 000 евро со своим дебютным фильмом.
4. Wettbewerb CineRebels: Конкурс на исключительное кино. 14 постановок, радикальных или экспериментальных, неожиданных и нестандартных, соревнуются за премию CineRebels Award в размере 15 000 евро.
5. Spotlight: Высокобюджетное кино, «жемчужины» жанра и специальные кинособытия.
6. International Independents: Независимое кино различных жанров «за пределами мейнстрима».
7. Neues Deutsches Kino: Новое немецкое кино. Молодые таланты соревнуются в этой секции за награды New German Cinema за актёрское мастерство, режиссуру, сценарий и продюсирование. В этой секции представляются мировые премьеры немецкого производства. Приз вручает Международная федерация кинопрессы.
8. Neues Deutsches Fernsehen: Новое немецкое телевидение. Телевизионная премия имени Бернда Бургемейстера вручается за самый выдающийся фильм и лучший сериал в этой секции. Здесь можно увидеть самые яркие телефильмы, сериалы и многосерийные фильмы наступающего года до того, как они выйдут в эфир по ТВ или на стриминговых сервисах.
9. Wettbewerb Cinekindl: Фильмы для детей и всей семьи. Секция CineKindl представляет новейшие фильмы для киноманов любого возраста. Все полнометражные фильмы этой программы соревнуются за премию CineKindl в размере 3 000 евро.
10. Премии Audience Award International и Audience Award National вручают баварское радио Bayerischer Rundfunk и газета Süddeutsche Zeitung.
11. Премия им. Бернда Бургермайстера[нем.] в размере € 70 000 за телевизионные работы.
12. QMS AWARD: премия в размере € 4 000 вручается за лучший полнометражный фильм на ЛГБТК+ тематику. Премия вручается фондом Queer Media Society при участии Warner Bros. Discovery Deutschland, баварского фонда телевидения FilmFernsehFonds Bayern[англ.], а также семейного фонда Schachtsiek Familien Stiftung.
13. Почётная премия: за особый вклад в развитие киноиндустрии.
14. Специальная программа.

## Галерея

### Общие фотографии

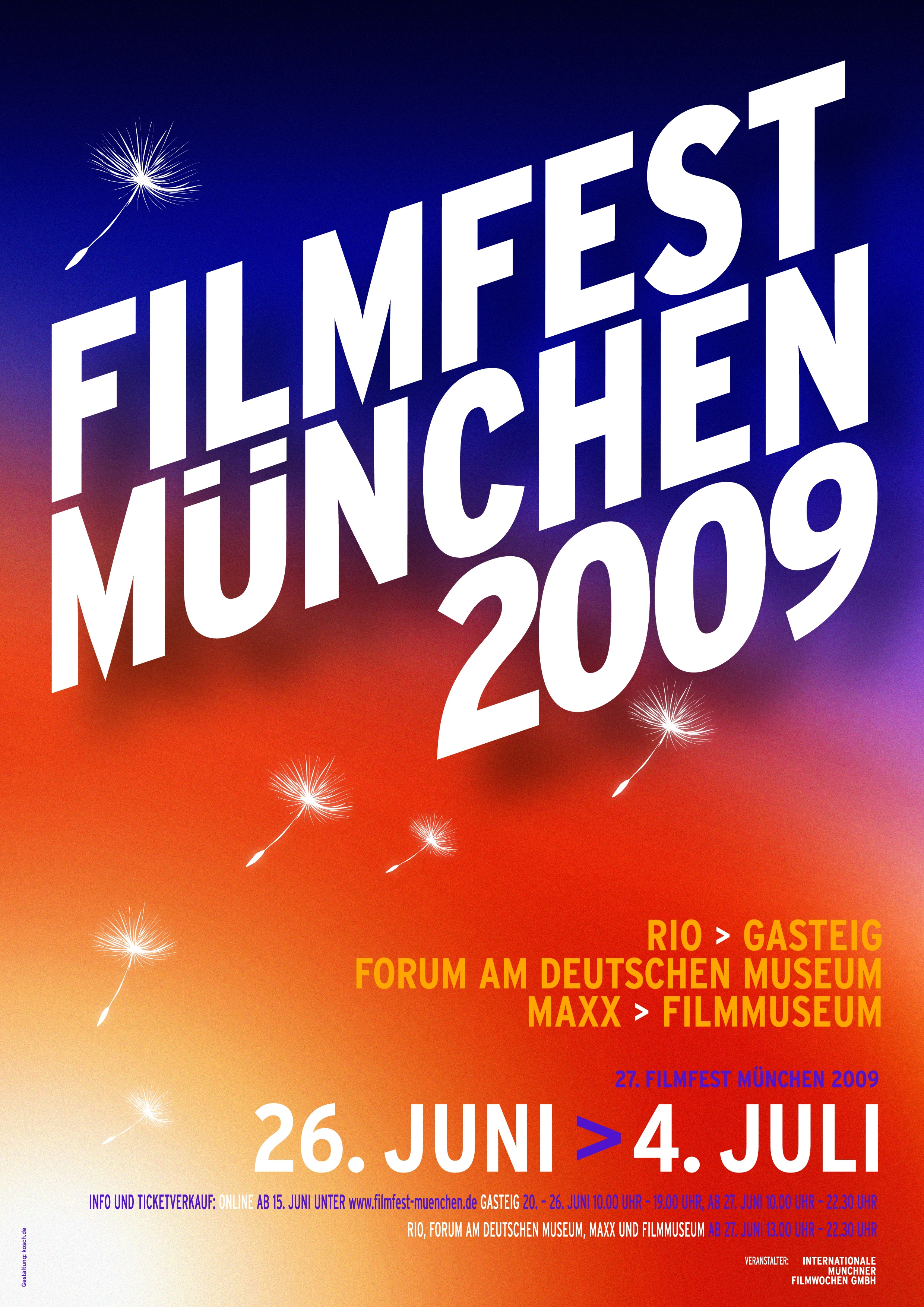
Афиша кинофестиваля 2009 года
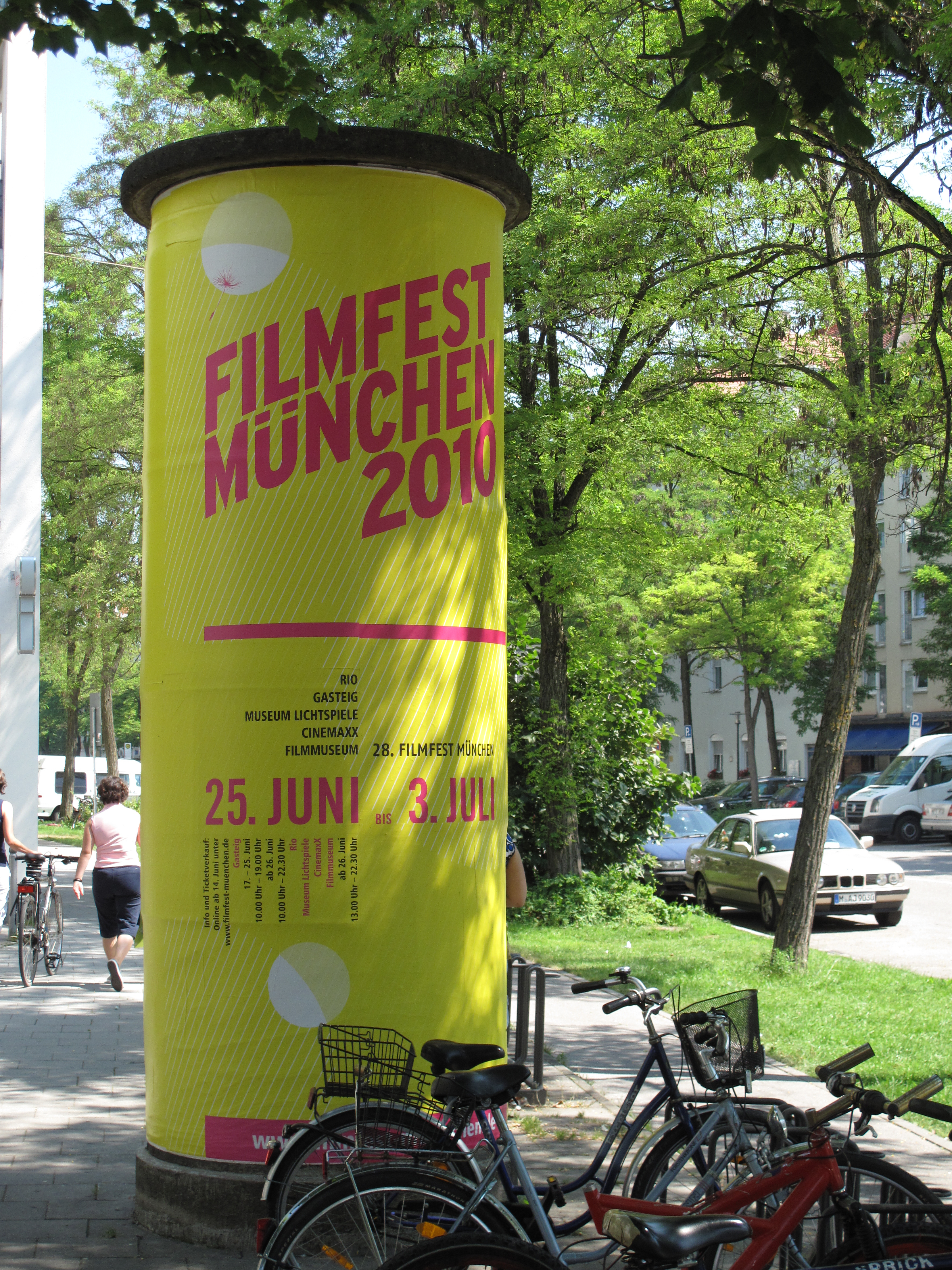
Афиша кинофестиваля 2010 года
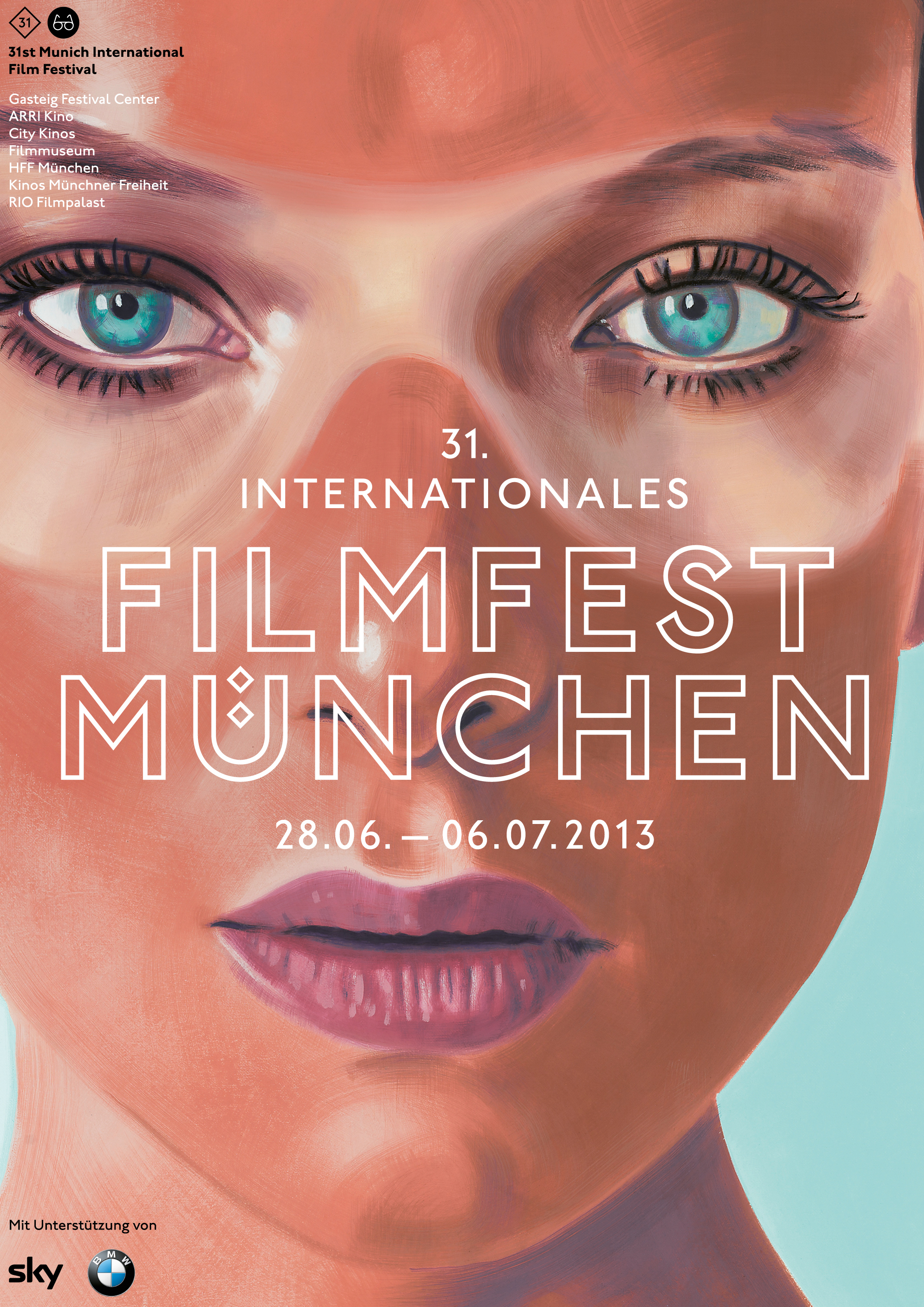
Афиша 2013 года
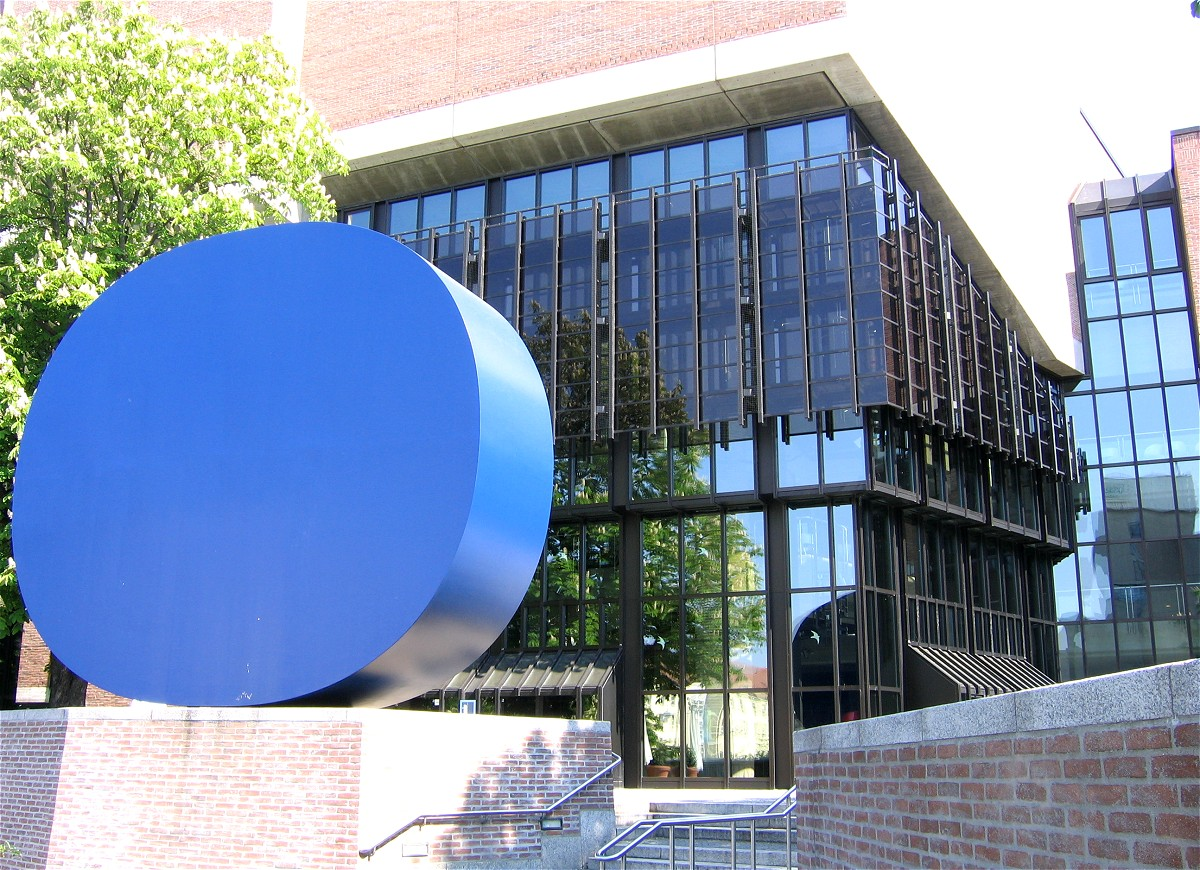
Культурный центр «Гастайг» — место проведения фестиваля

### Гости фестиваля

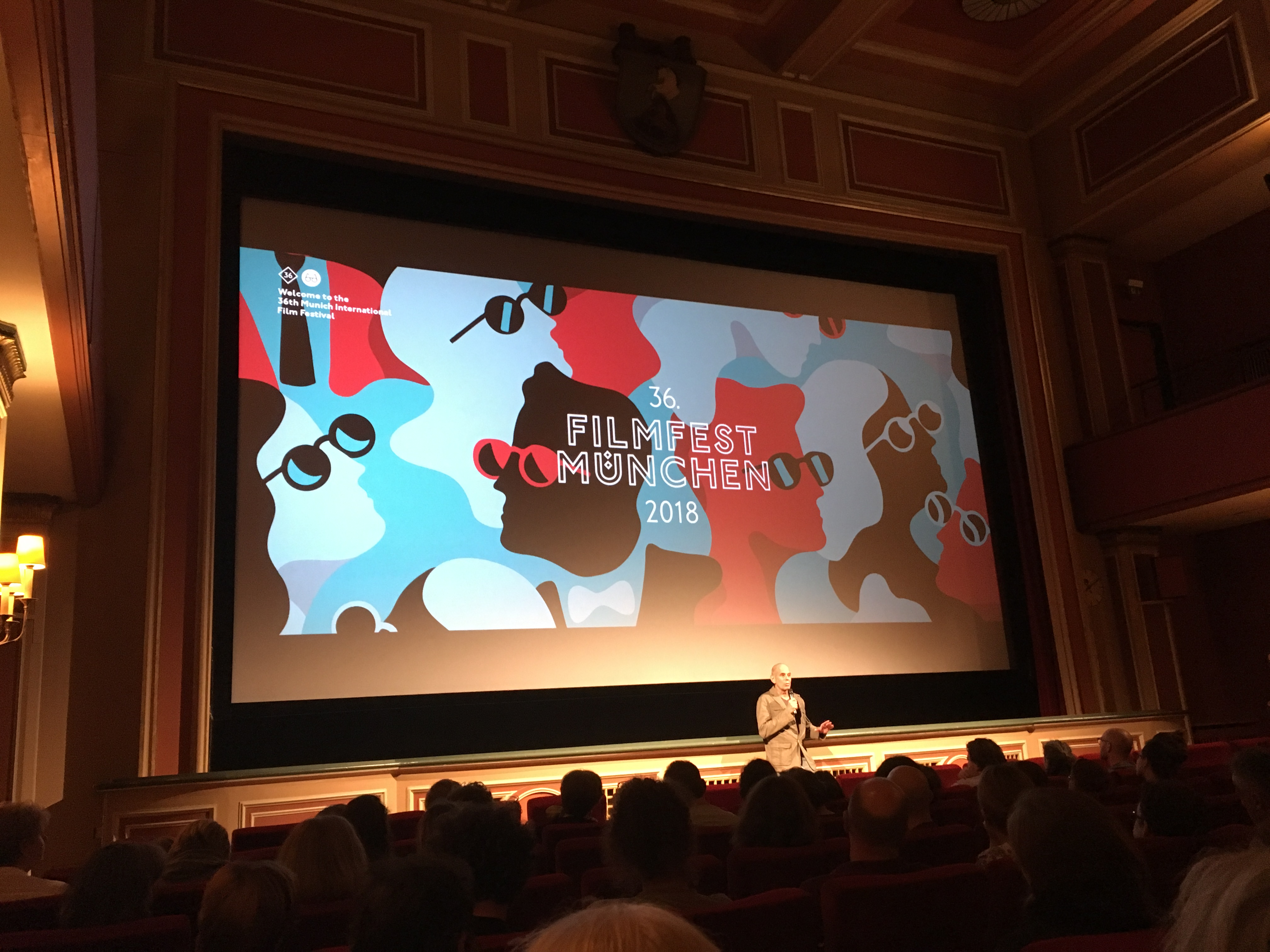
Израильский режиссёр Самуэль Маоз представляет свой фильм «Фокстрот» на кинофестивале, 6 июля 2018 года
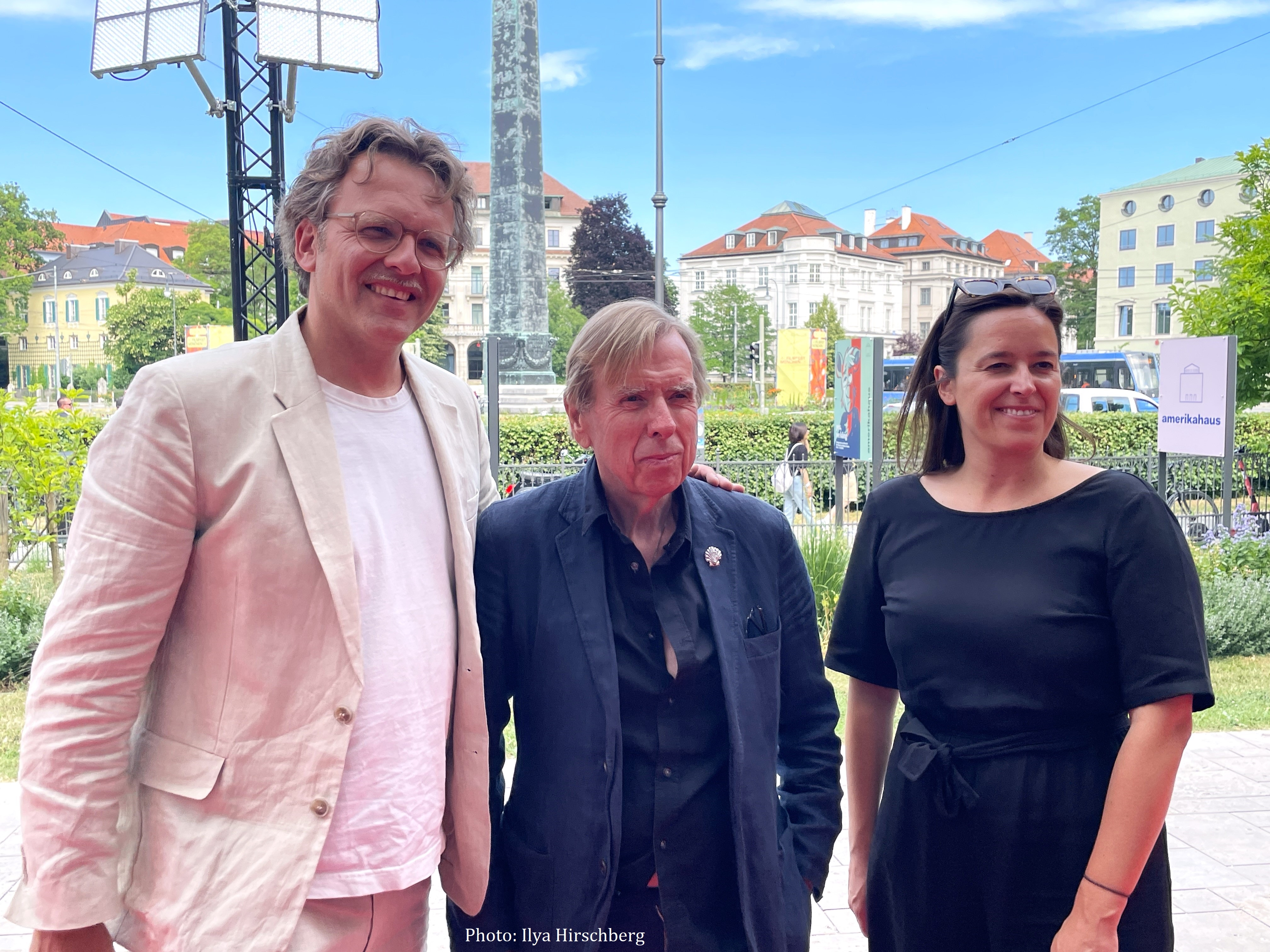
Британский актёр Тимоти Сполл (в центре) с художественным руководителем фестиваля Кристофером Грёнером (слева) и модератором Юлией Вайгл (справа) во время Фестиваля в 2023 году. С декабря 2023 года Грёнер является директором фестиваля, а Вайгл - художественным руководителем.
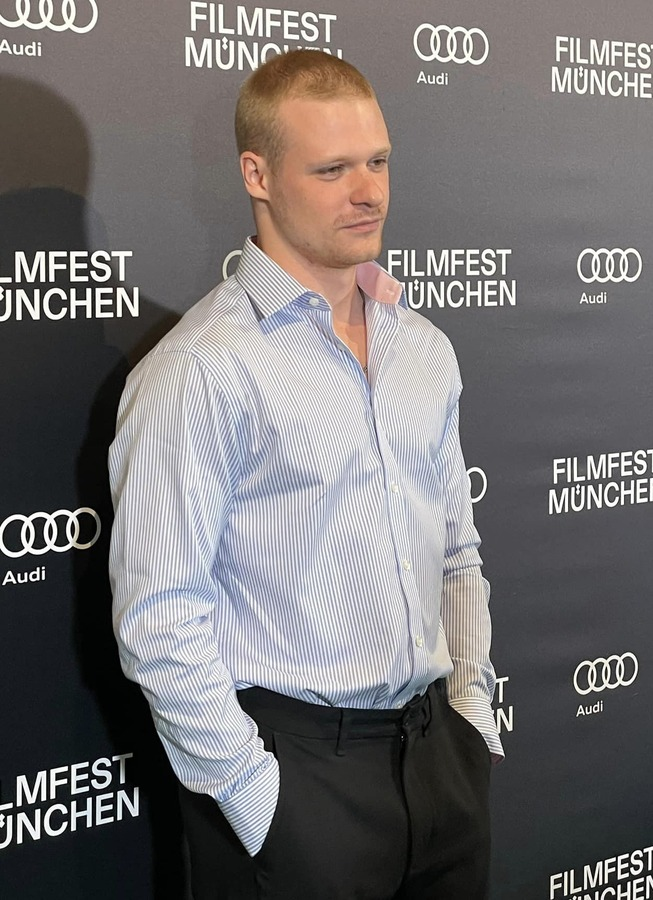
Актёр Солли Маклауд представляет фильм «Мертвецам не больно» (2024)
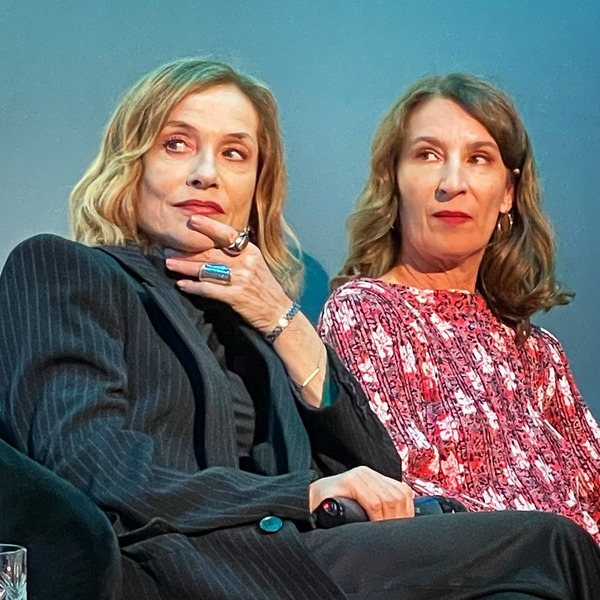
Актриса Изабель Юппер и режиссёр Элиз Жирар[фр.] представляют фильм «Sidonie in Japan[англ.]» (2024)
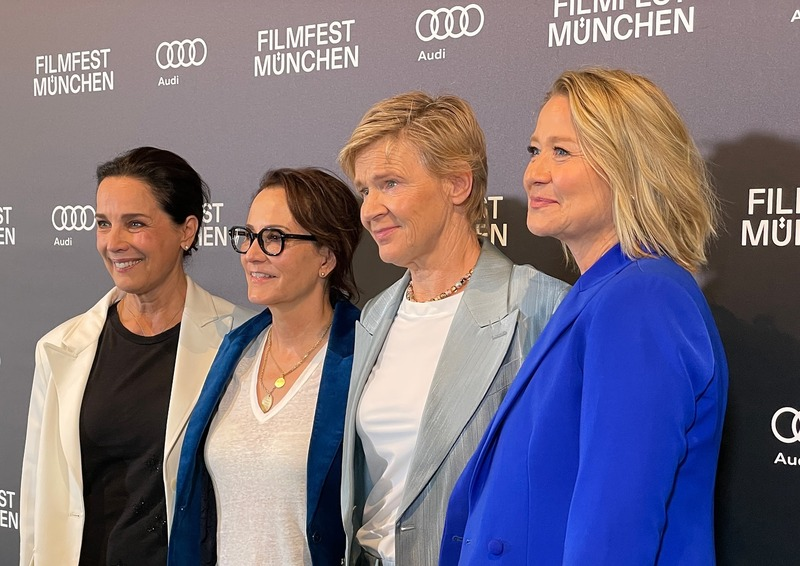
Режиссёр Дезире Нозбуш и актриса Трине Дюрхольм представляют фильм «Яд» (2024)
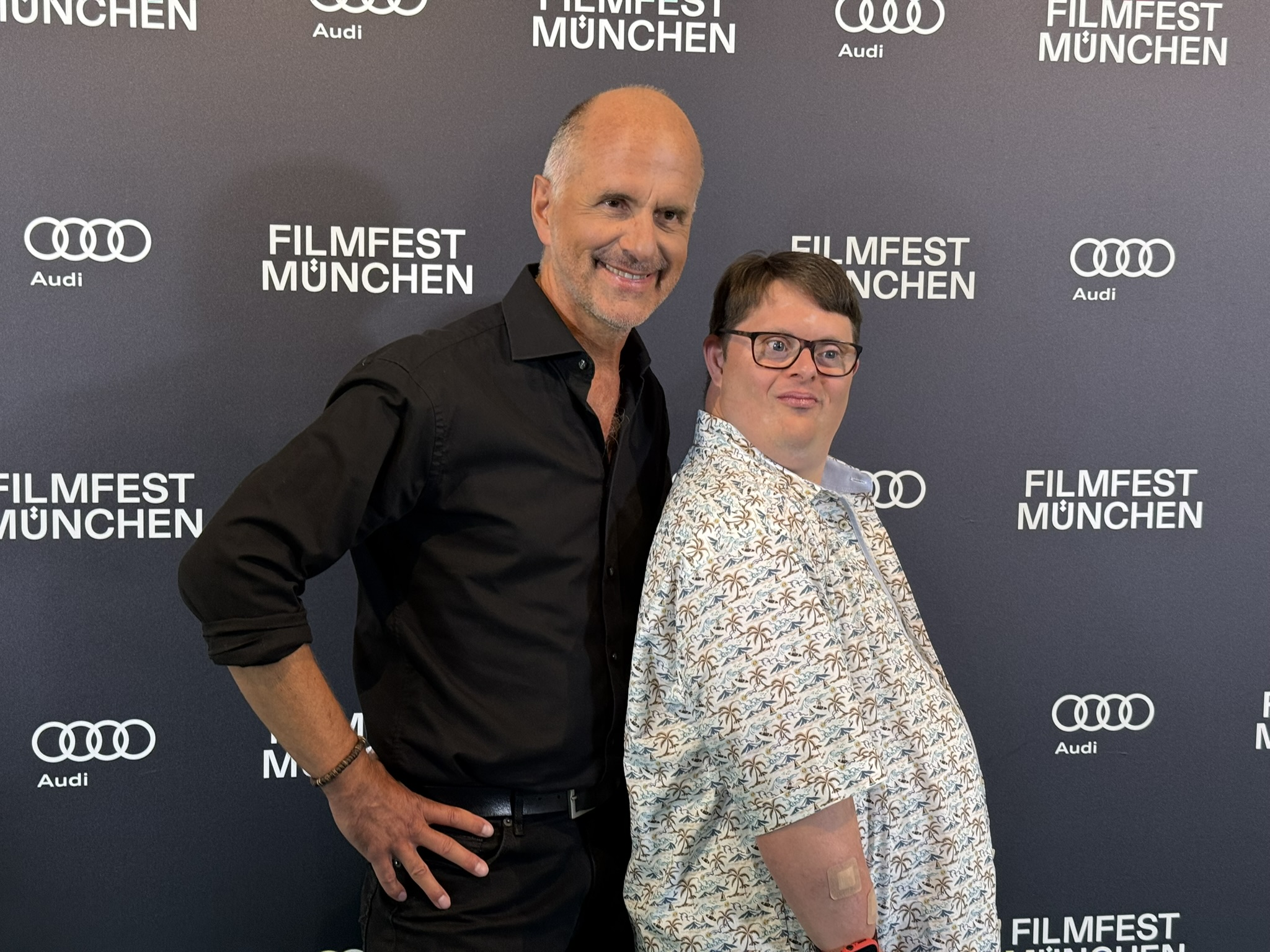
Кристоф Мария Хербст и Николас Рандел представляют фильм «Целый сводный брат[нем.]» (2025)